# Mustapha
Mustapha — песня британской рок-группы Queen, написана Фредди Меркьюри, издана на альбоме Jazz и сингле в Боливии, Германии, Испании и Югославии.

## История
В 1978 году автор сказал в интервью, что идею песни предложил продюсер группы Рой Томас Бейкер.

## Песня
Песня, как и «Teo Torriatte (Let Us Cling Together)", поётся не на английском языке, имитируя арабские песни, а слова почти непереводимы. Несколько фраз существуют, но использованы как стереотипные для этого языка: "Mustapha" (Мустафа), "Ibrahim" (Ибрагим) и фразы "Allah, Allah, Allah will pray for you" (Аллах, Аллах, Аллах, буду молиться Тебе") и "Salaam aleikum" ("Мир - вам"). Слова "Ichna klibhra him" и "Rabbla fihmtrashim", придуманы.
На концертах Меркьюри обычно пел начало песни перед «Bohemian Rhapsody» и после слов "Allah will pray for you" начиналось "Mama, just killed a man" (фрагмент "Рапсодии"), но иногда[когда?] она пелась полностью.
Песня, как   «Teo Torriatte (Let Us Cling Together)» и части из «Bohemian Rhapsody» породили слухи о том, сколько языков знал Меркьюри, а знал он лишь английский и  свой родной язык - гуджарати.